# 瑞替龙属
瑞替龙（属名：Rhaeticosaurus，意为“瑞替阶的蜥蜴”）是原始上龙亚目已灭绝的一个属，发现于晚三叠世（瑞替阶）埃克斯特组岩层中。模式种兼唯一种梅氏瑞替龙（R. mertensi）由塔尼娅·温特里希（Tanja Wintrich）等人于2017年命名。其所知于部分关节连接的骨骼。

## 发现与命名
正模标本LWL-MFN P 64047于2013年在归鲁克砖厂（Lücking brick company）所有的3号黏土坑（Clay pit #3）中发现，该层段处在三叠纪-侏罗纪边界下方，位于一个含有瑞替阶脊椎动物群的尸骨层以下约3.5（11英尺）处。它被一位私人收藏家匿名买下并通知了当局。标本最终清修完毕，并于2017年被命名为梅氏瑞替龙。

## 描述
从正模标本来看，瑞替龙最大可以到2.37（7.8英尺）长。